# Požar v koptski cerkvi v Gizi (2022)
14. avgusta 2022 je v cerkvi Abu Sefein, koptski cerkvi v soseski Imbaba v Gizi na obrobju Kaira v Egiptu med nedeljskim bogoslužjem, ko se je zbralo skoraj 5000 vernikov, izbruhnil požar. V požaru je umrlo enainštirideset ljudi, med njimi najmanj 18 otrok. Eden izmed duhovnikov, Abdul Masih Bakhit, je v požaru umrl.

## Ozadje
Električni požari se pogosto pojavljajo v Egiptu, kjer so gradbeni in inšpekcijski standardi neustrezni in se slabo izvajajo. V bolnišnicah je tako izbruhnilo že več požarov, v enem je leta 2020 umrlo sedem bolnikov s COVID-19. Leta 2002 je v požaru na vlaku umrlo 370 ljudi, leta 2021 pa je v požaru v tovarni oblačil zunaj Kaira umrlo 20 ljudi.
Cerkev je poimenovana po svetem Merkuriju, v arabščini znanem kot Abu Sefein, in je ena izmed največjih cerkva v Gizi, drugem največjem egipčanskem mestu. Egiptovska zakonodaja strogo ureja gradnjo v cerkvah, včasih pa je bilo za pridobitev gradbenega dovoljenja potreben predsedniško soglasje. Zaradi težav pri pridobivanju soglasij je zelo razširjena črna gradnja, pogosto brez upoštevanja predpisov o požarni varnosti. Cerkev je bila sprva zgrajena brez dovoljenja, kasneje pa je bila legalizirana za nazaj.

## Požar
Z ministrstva za notranje zadeve so sporočili, da je požar povzročila okvara klimatske naprave v drugem nadstropju cerkve. Po navedbah ministrstva za zdravje je večina smrti nastala zaradi vdihavanja dima ali človeškega stampeda med evakuacijo stavbe.
V cerkvi je otroški vrtec, varnostne službe pa so sporočile, da je večina ubitih otrok.
Zapisi lokalne bolnišnice so pokazali 20 prejetih trupel, med njimi 10 otrok, medtem ko je druga lokalna bolnišnica prejela 21 trupel. Duhovnik sosednje cerkve je povedal, da so otroke namesto evakuacije odpeljali v višja nadstropja, da bi ubežali požaru. Po poročanjih očividcev so ljudje poskušali skočiti na varno iz zgornjih nadstropij. Mimoidoči naj bi v cerkev hiteli na pomoč, dokler intenzivnost ognja in dim nista postala premočna.
Število smrtnih žrtev v požaru je bilo med najvišjimi v novejši zgodovini Egipta, vrhovni državni tožilec pa je odredil preiskavo požara. Sorodniki ujetih v cerkvi so povedali, da so reševalci in gasilci počasi prispeli na kraj, pri čemer je ena priča, s katero se je pogovarjala Al Jazeera, dejala, da je gasilsko vozilo potrebovalo dve uri za prihod, medtem ko je ministrstvo za zdravje sporočilo, da je prvi gasilski tovornjak prišel dve minuti po prejemu prvih obvestil o požaru. Očividci poročajo, da je požar izbruhnil ob 8. uri zjutraj in trajal dve uri.
Medtem ko se egiptovski Kopti soočajo z diskriminacijo, napadi in verskim nasiljem, tako cerkvene oblasti kot egiptovske državne agencije menijo, da je bil požar naključen.

## Odzivi
Predsednik Abdel Fattah el-Sisi je podal izjavo, v kateri je izrazil sožalje in rekel: "Izrekam svoje iskreno sožalje družinam nedolžnih žrtev, ki so umrle, da bi bile s svojim Gospodom v eni od njegovih bogoslužnih hiš." Premier Mostafa Madbouly je napovedal, da bo družina vsakega umrlega prejela odškodnino 100.000 egiptovskih funtov, medtem ko bodo poškodovani prejeli do 20.000 egiptovskih funtov, minister za socialno solidarnost pa je nadalje sporočil, da bodo mošeja al-Azhar in druge civilne družbe žrtvam in njihovim družinam ponudile dodatnih 50.000 egiptovskih funtov. Sožalje so izrekli mošeja al Azhar, veliki imam al-Azharja Ahmed El-Tayeb pa je izrazil sožalje koptskemu papežu Tawadrosu II. Svoje sožalje je tvitnil tudi Mohamed Salah, kapetan egiptovske nogometne reprezentance.